# História de Maputo

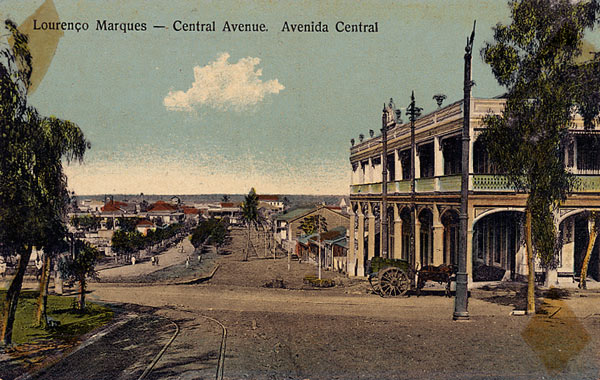
Lourenço Marques, c. 1905

Lourenço Marques é a antiga designação da actual cidade de Maputo, capital de Moçambique, tendo sido capital da então colónia portuguesa entre 1898 e 1975, data da independência deste país africano.

## História
Os primeiros habitantes da região da Baía da Lagoa – o primeiro nome por que foi conhecida a baía que margina a cidade (agora conhecida como Baía de Maputo) e a própria cidade – foram provavelmente os khoisan, também conhecidos por bosquímanos ou hotentotes. Há pelo menos setecentos anos, chegaram do norte os rongas (o Povo do Sol Nascente), bantus dos muitos fluxos migratórios que se seguiriam a partir dos Grandes Lagos.
Pensa-se que os primeiros europeus a visitarem a baía foram os navegadores portugueses de um navio comandado por Luís Fernandes em 1502, logo a seguir à primeira viagem de Vasco da Gama. Aliás, a baía já é referenciada no Planisfério de Cantino (1502), com a designação de Baía da Lagoa. O seu reconhecimento apenas foi efectuado em 1544 por um obscuro comerciante português, Lourenço Marques, cujo nome foi mais tarde dado à baía e à cidade
Durante os mais de duzentos anos que se seguiram, os portugueses nunca se estabeleceram permanentemente na região, preferindo comerciar com os nativos com base na ilha dos Elefantes à entrada da baía. Em 1720, a Companhia Holandesa das Índias Orientais, que tinha fundado a colónia do Cabo da Boa Esperança no século anterior e a tinha perdido para os ingleses, construiu um forte no local mas, em 1730, o posto foi abandonado. A primeira estrutura física portuguesa no local foi um presídio fundado em 1782 por uma força militar proveniente da Ilha de Moçambique chefiada por Joaquim de Araújo. O presídio era então rodeado por vários estados africanos, particularmente os reinos Mpfumo, Matsolo e Tembe. Uma reconstrução desta fortificação é a actual Fortaleza de Maputo.
O presídio ou forte é totalmente destruído por piratas franceses em 1796 e reconstruído em 1799, mas a primeira ocupação civil portuguesa só ocorreu em 1826 com a fixação de alguns colonos. Entretanto, em 1823 o capitão (e mais tarde contra-almirante) W. F. W. Owen, da Real Marinha Britânica, verificando que os portugueses não exerciam qualquer forma de administração a sul da povoação de Lourenço Marques, celebraram tratados com os chefes nativos, içaram a bandeira britânica e apropriaram-se da terra a sul do Estuário do Espírito Santo mas, quando lá voltaram no ano seguinte, descobriram que os portugueses não tinham respeitado a soberania britânica e tinham entrado noutros acordos com os nativos e tomado militarmente posse da região.
O capitão Owen mandou içar novamente a a bandeira britânica, mas a soberania sobre o território continuou não decidida até que a República do Transvaal reclamou a posse da região. Em 1835, um grupo de boers tentou estabelecer-se na baía – que é uma saída natural para o Transvaal – e, em 1868, o presidente do Transvaal, Marthinus Pretorius, reclamou o território como parte daquela república. No entanto, a 29 de julho de 1869, foi assinado pelo rei D. Luís um Tratado de paz, amizade, comércio e limites entre Portugal e a república africana do Sul, a partir do qual se iniciou a construção de uma linha de caminho de ferro entre Lourenço Marques e a fronteira com o Transvaal. Esta ferrovia transformou profundamente a economia da povoação e determinou o seu desenvolvimento posterior.
Em 1861, o capitão Bickford declarou as ilhas da Inhaca e dos Elefantes como território britânico, um acto que levantou protesto pelas autoridades de Lisboa. Em 1872 a disputa foi submetida à arbitragem de Adolphe Thiers, presidente da França e, a 24 de julho de 1875, o seu sucessor, o marechal Patrice Mac-Mahon, declarou-se a favor de Portugal.
Lourenço Marques foi elevada a vila e o seu município criado em 1875, para depois ser elevada a cidade em 10 de novembro de 1887. A cidade torna-se cada vez mais proeminente na administração da colónia, até que a capital é finalmente transferida da Ilha de Moçambique para Lourenço Marques em 1898.
Desde aproximadamente 1875 verifica-se a instalação de igrejas protestantes nos territórios em redor da Baía de Maputo, devido à influência de colónias Anglo-Boer do hinterland.
O governo português de Lourenço Marques acaba após a assinatura dos Acordos de Lusaka, sendo Alberto Massavanhane designado pela Frelimo ainda em 1974 como Presidente do Conselho Executivo.